# طائر التعريشة مسنن المنقار
طائر التعريشة مُسنن المنقار (الاسم العلمي: Scenopoeetes dentirostris)، طائر وحيد الجنس والنوع متوسط القد من فصيلة طيور التعريشة. يستوطن أستراليا ويوجد في الغابات الجبلية في شمال شرق ولاية كوينزلاند.